# Zhuang He
Zhuang He är ett vattendrag i Kina. Det ligger i provinsen Liaoning, i den nordöstra delen av landet, omkring 240 kilometer söder om provinshuvudstaden Shenyang.
Genomsnittlig årsnederbörd är 1 227 millimeter. Den regnigaste månaden är juli, med i genomsnitt 431 mm nederbörd, och den torraste är januari, med 10 mm nederbörd.

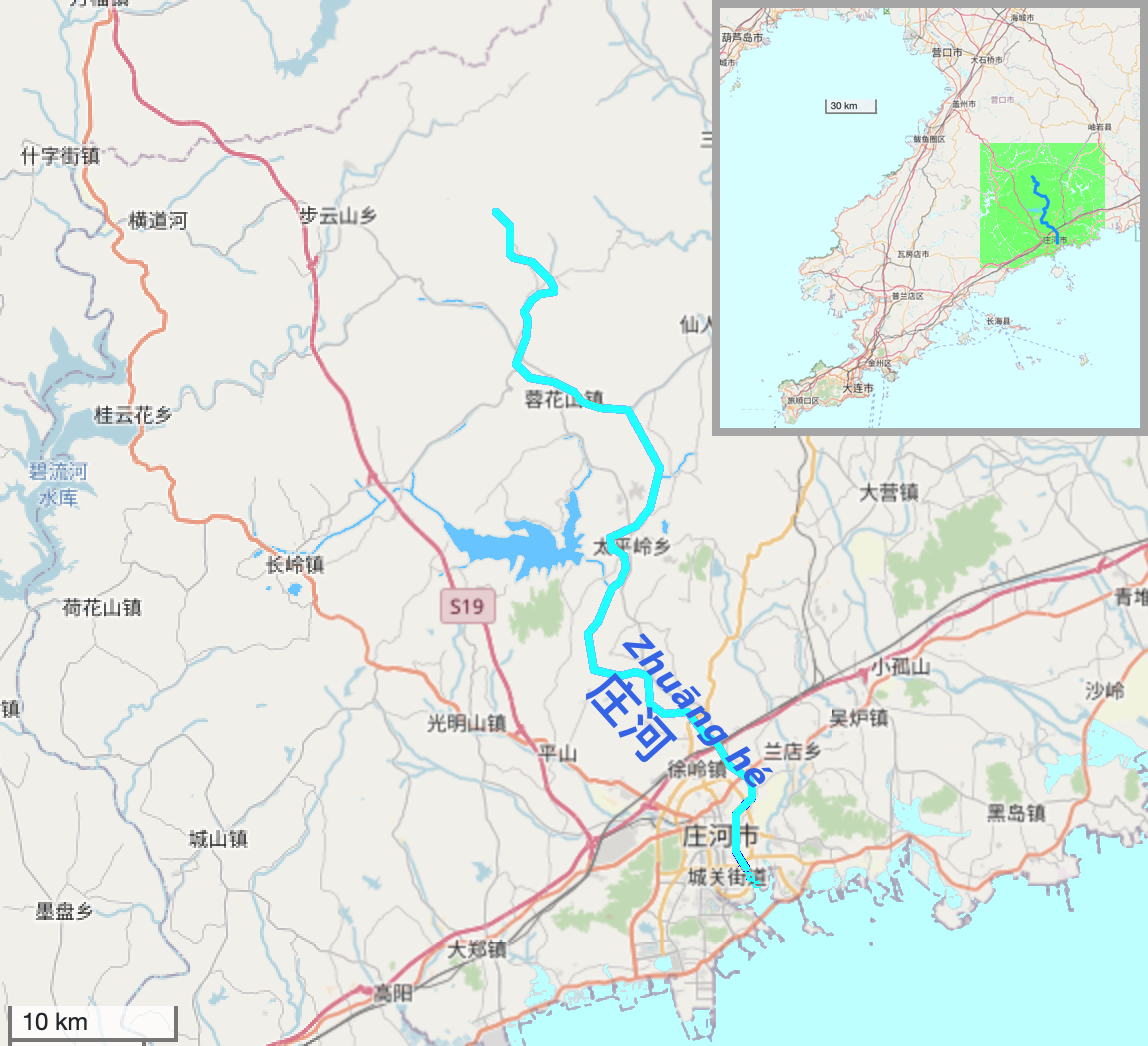
Karta
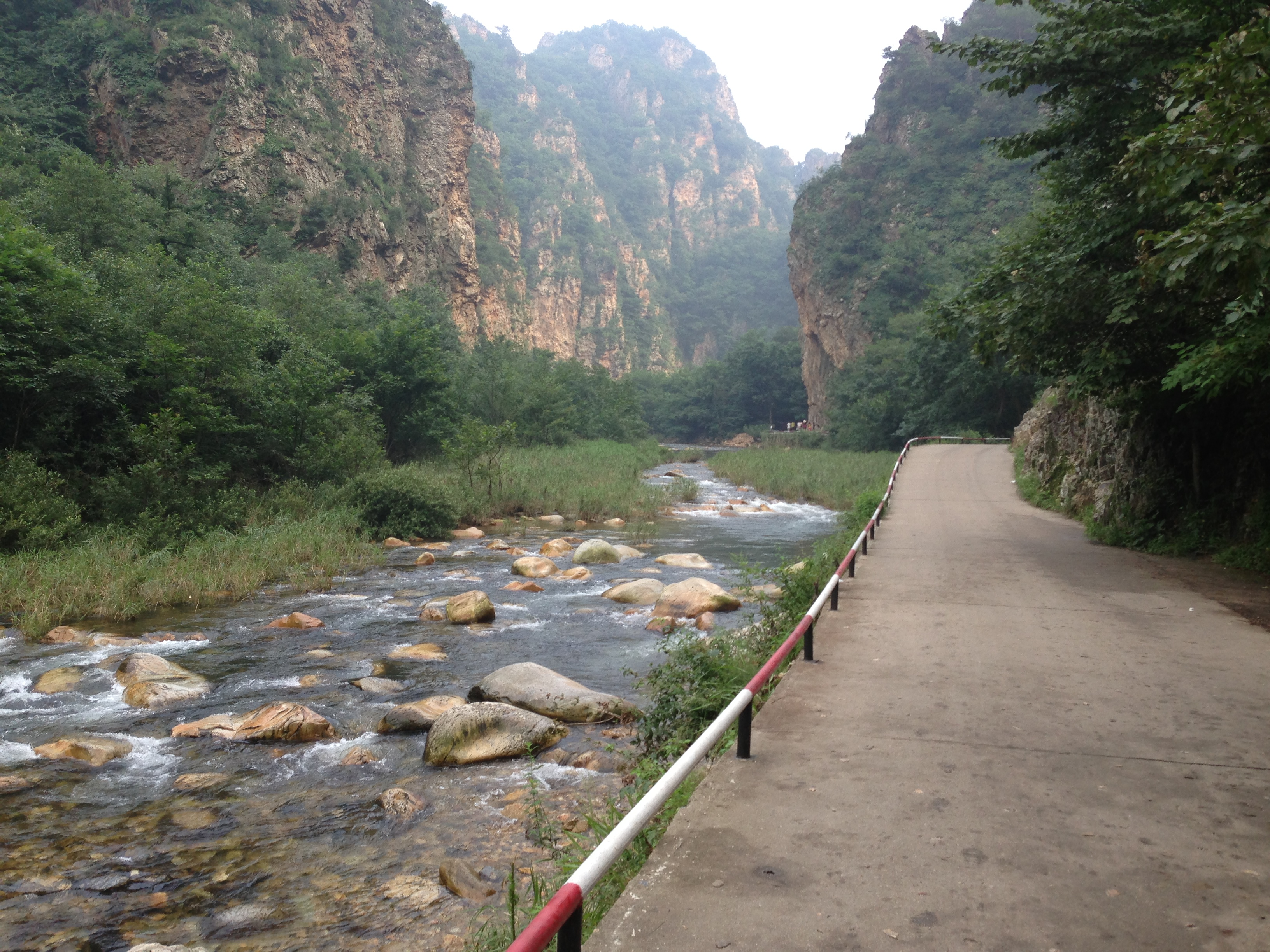
Överlopp
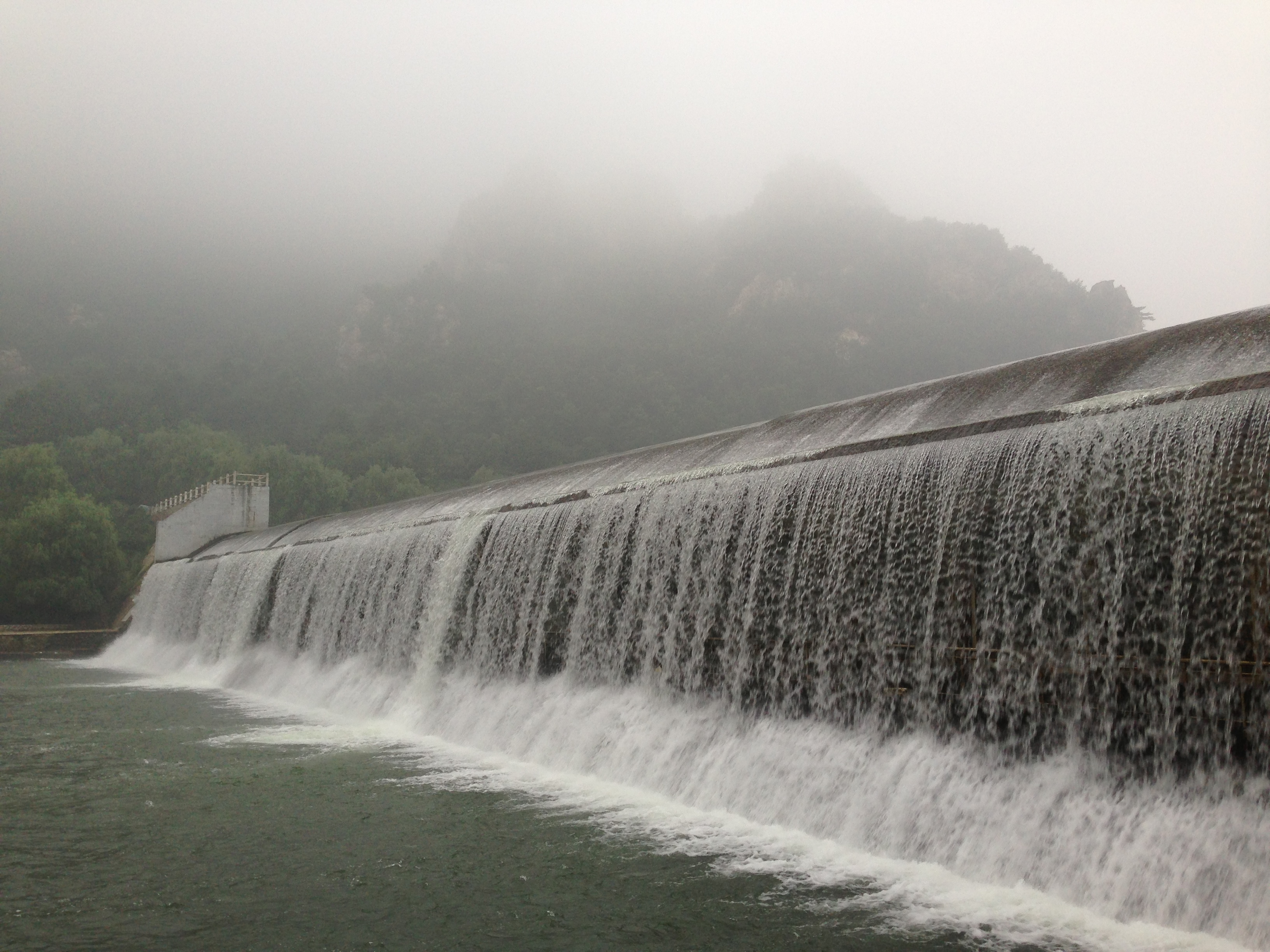
Fördamning
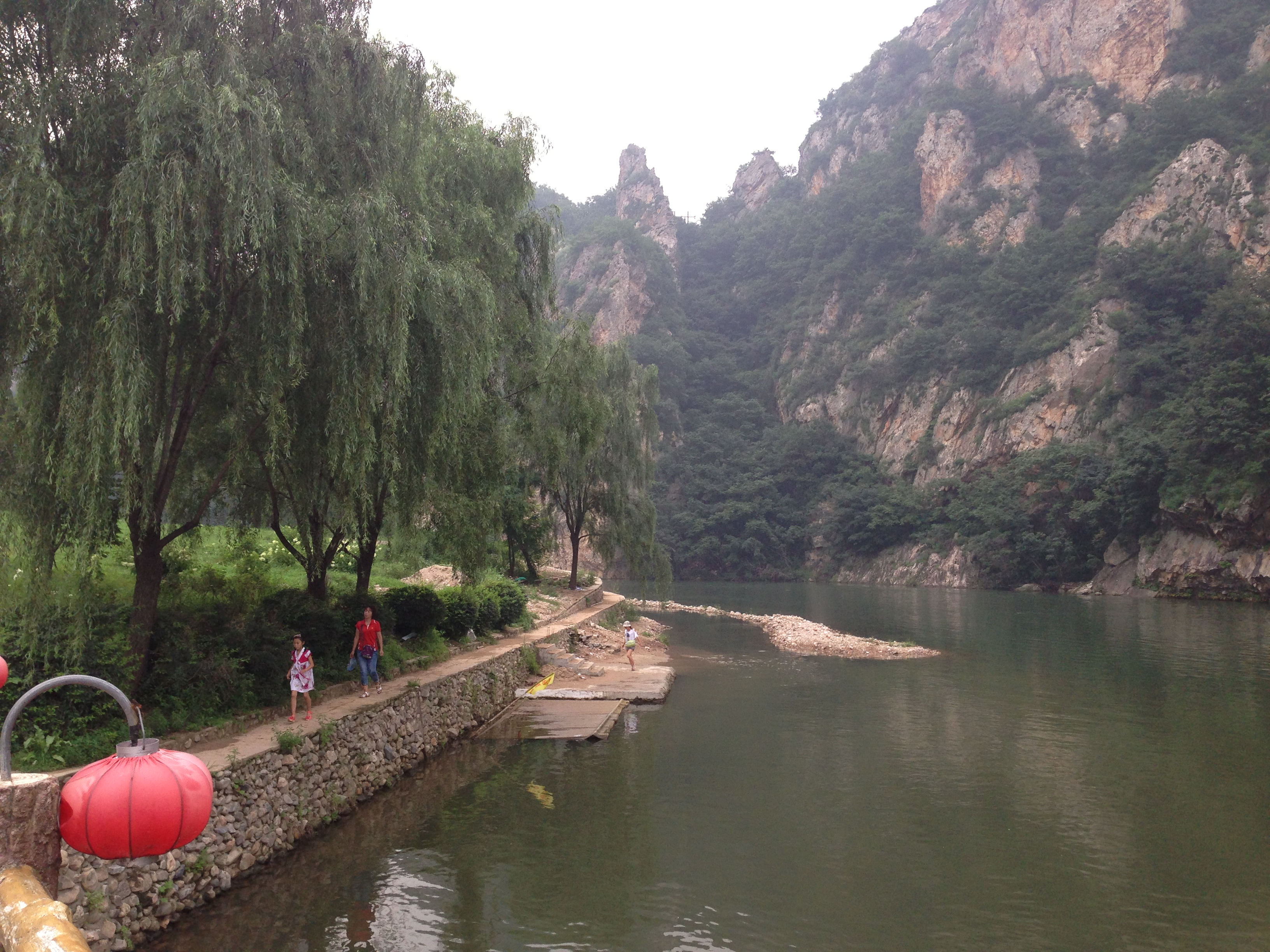